# Лејк Шангрила (Висконсин)
Лејк Шангрила (енгл. Lake Shangrila) насељено је место без административног статуса у америчкој савезној држави Висконсин.

## Демографија
По попису из 2010. године број становника је 861, што је 56 (7,0%) становника више него 2000. године.
| Група             | 2000.       | 2010.       |
| Белци             | 775 (96,3%) | 800 (92,9%) |
| Афроамериканци    | 9 (1,1%)    | 19 (2,2%)   |
| Азијати           | 2 (0,2%)    | 1 (0,1%)    |
| Хиспаноамериканци | 16 (2,0%)   | 41 (4,8%)   |
| Укупно            | 805         | 861         |